# Serica solivaga
Serica solivaga är en skalbaggsart som beskrevs av Brenske 1898. Serica solivaga ingår i släktet Serica och familjen Melolonthidae. Inga underarter finns listade i Catalogue of Life.